# جمناي 12

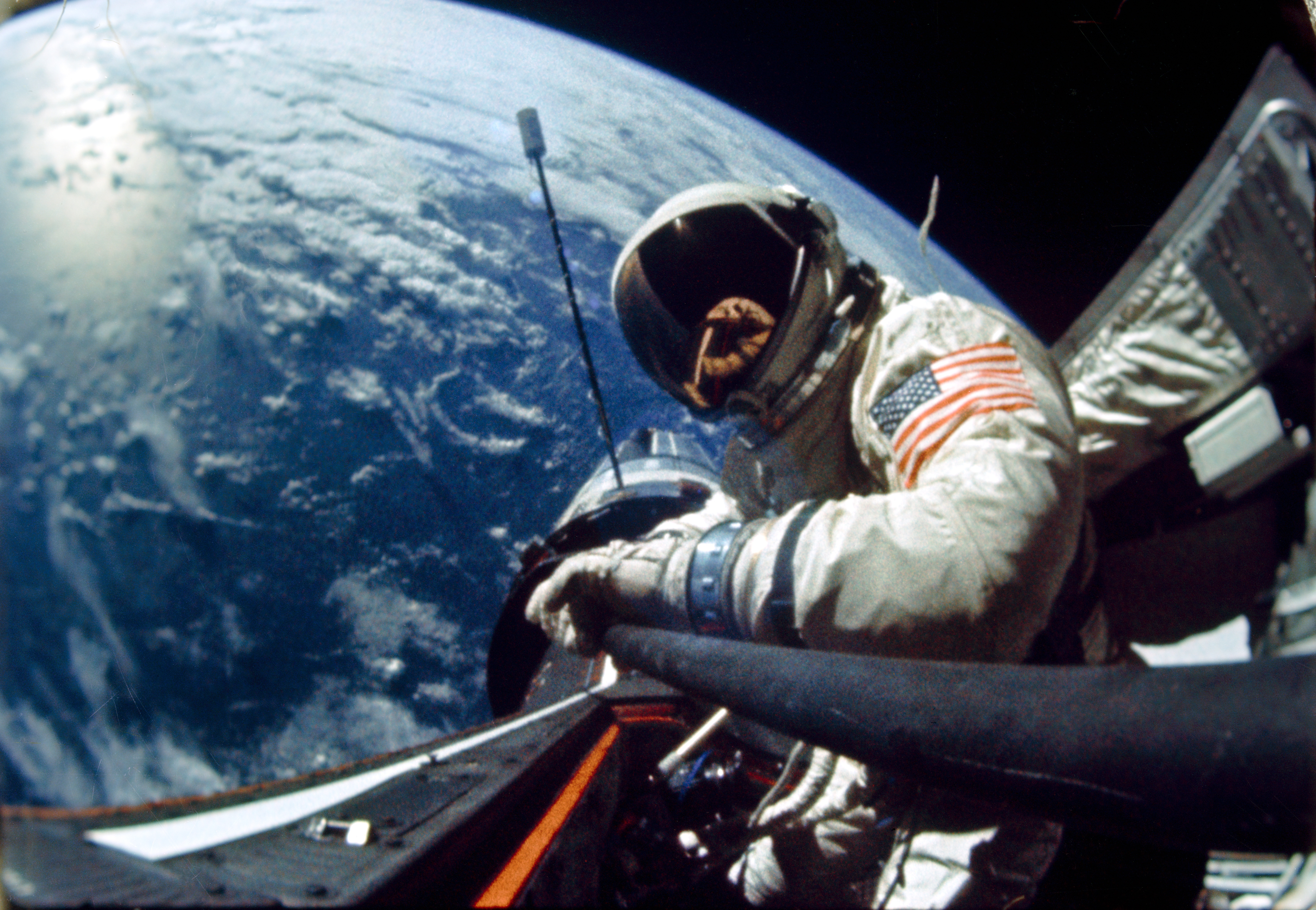
باز ألدرين وهو يقوم بنشاط خارج المركبة الفضائية خلال مهمة جمناي 12. تظهر مركبة الاستهداف أجينا في الخلفية.

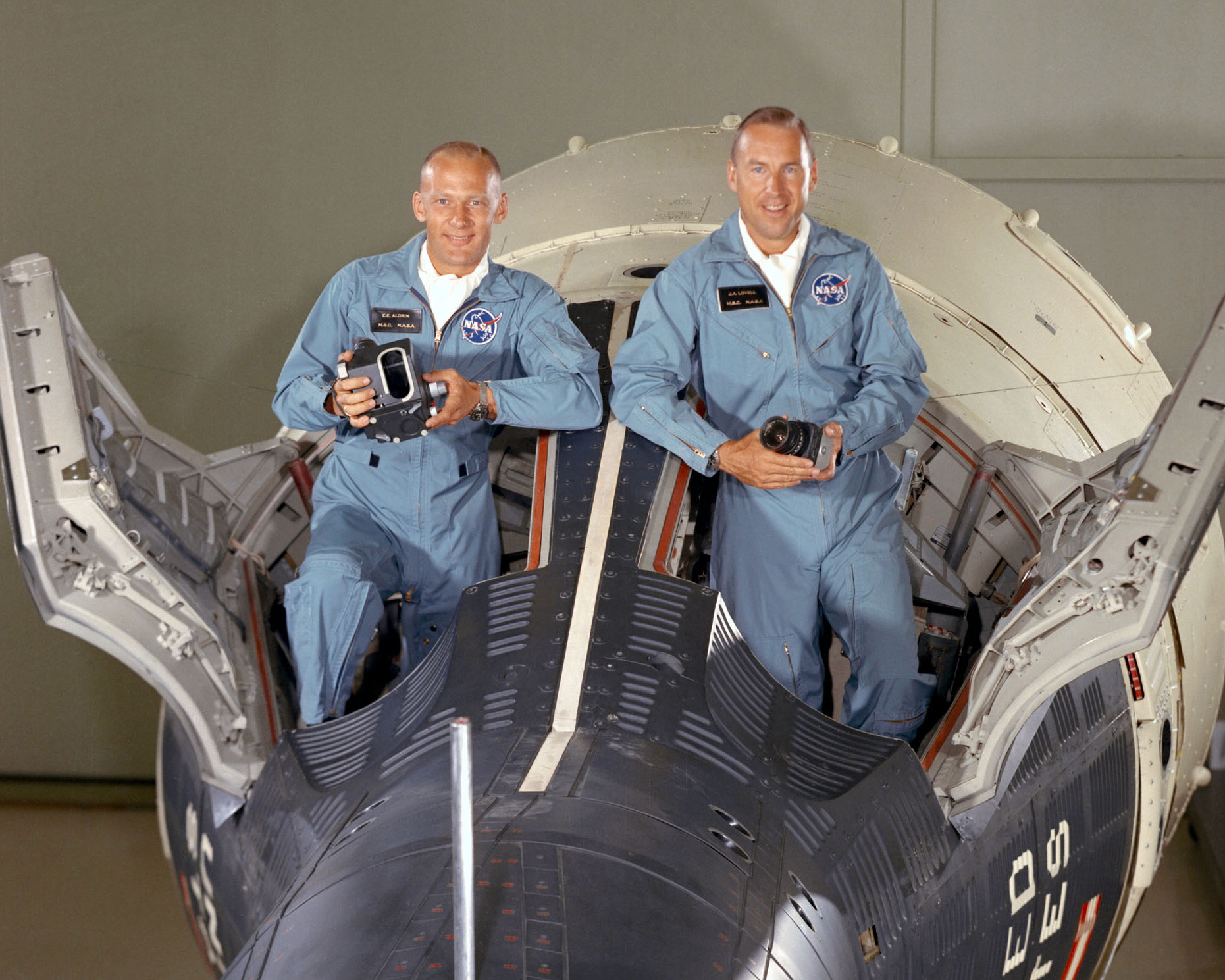
(من اليسار إلى اليمين) ألدرين ولوفيل.

كانت جمناي 12 رحلةً فضائية مأهولة أُطلِقت عام 1966 ضمن برنامج جمناي التابع لوكالة ناسا. كانت الرحلة المأهولة العاشرة والأخيرة في البرنامج (لم تكن مهمتا جمناي 1 وجمناي 2 مأهولتين)، والرحلة الفضائية الأمريكية رقم 18، والرحلة الفضائية رقم 26 على الإطلاق، بما في ذلك رحلات إكس 15 التي وصلت إلى ارتفاع يزيد عن 100 كيلومتر (54 ميل بحري). كان رائد الفضاء المخضرم جيمس إيه. لوفيل قائد المهمة وقد قاد أيضًا مهمة جمناي 7، تضمنت الرحلة ثلاث نشاطات خارج المركبة (إيه في إيه) شارك فيها رائد الفضاء المبتدئ إدوين باز ألدرين، واستمرت لما مجموعه 5 ساعات و30 دقيقة. كما حققت المهمة الالتقاء الخامس والالتحام الرابع بمركبة الاستهداف أجينا.
مثلت جمناي 12 ختامًا ناجحًا لبرنامج جمناي، إذ حققت هدف البرنامج الأخير المتمثل في إثبات قدرة رواد الفضاء على العمل بفعالية خارج المركبات الفضائية. كان هذا مفيدًا لتمهيد الطريق أمام برنامج أبولو لتحقيق هدف الهبوط برجل على سطح القمر بحلول نهاية ستينات القرن العشرين.

## أهداف المهمة

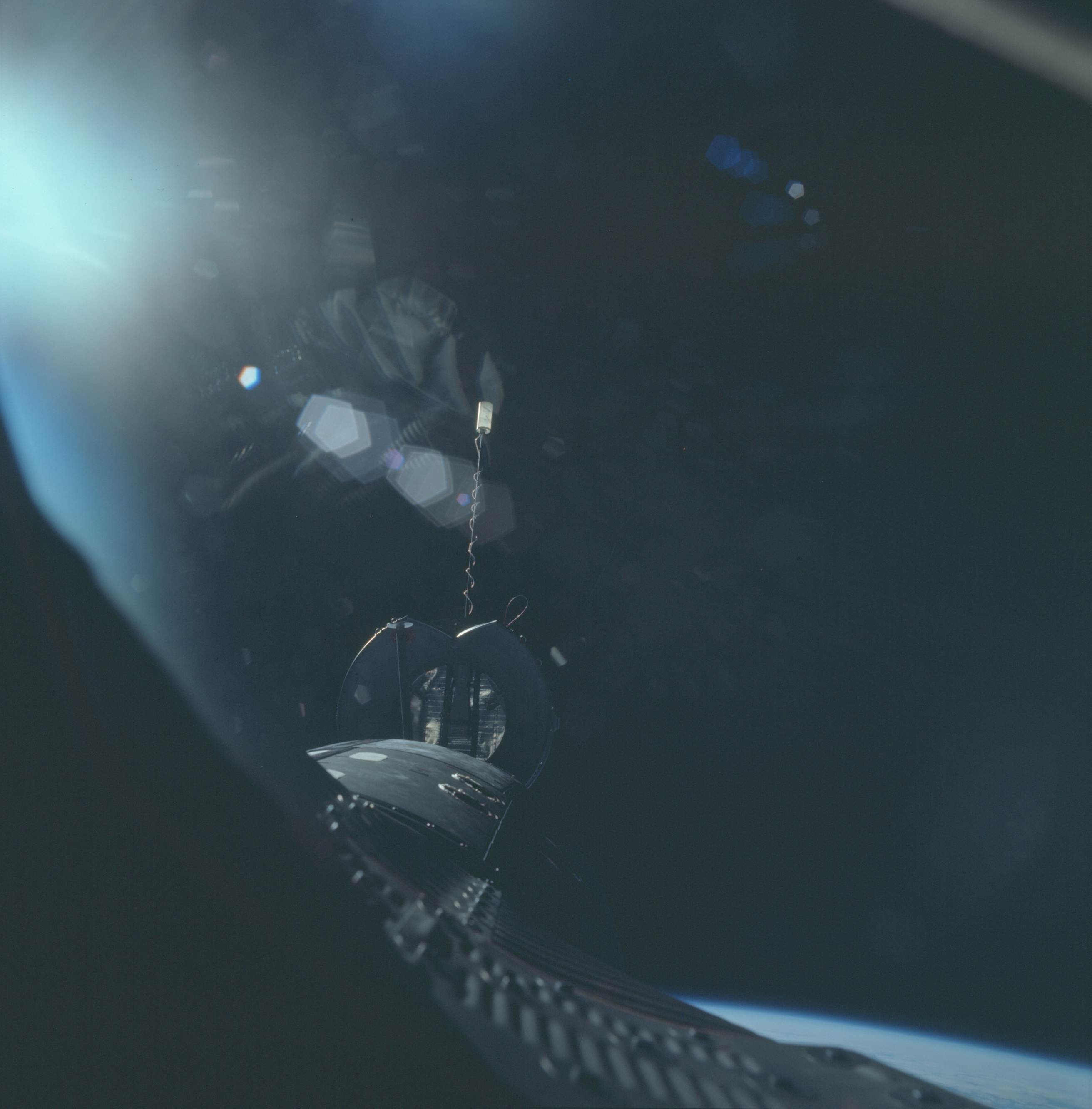
مركبة جمناي 12 ومركبة أجينا على بعد 15 قدمًا.

مع نهاية رحلة جمناي السابقة، لم يكن البرنامج قد أثبت بعد قدرة رواد الفضاء على العمل بسهولة وكفاءة خارج المركبات الفضائية. قبل مهمة جمناي 12، حاول رواد فضاء آخرون خلال مهمات سابقة للبرنامج القيام بنشاطات خارج المركبة. مع ذلك، كان نجاحهم محدودًا بسبب الافتقار إلى القيود المناسبة والتقنيات غير الكافية. استعدادًا لجمناي 12، أَضيفت قيود جديدة محسّنة إلى الجزء الخارجي من الكبسولة، واستُعملت تقنية جديدة - التدريب تحت الماء - التي أصبحت عنصرًا أساسيًا لمحاكاة النشاط خارج المركبات الفضائية. كان الهدف الرئيسي من مهمة جمناي 12 هو إيجاد واختبار طرق جديدة للعمل خارج المركبات الفضائية بفعالية وأمان. قضى ألدرين ساعتين و20 دقيقة خارج المركبة، قام خلال هذه الفترة بتصوير النجوم واستعاد جامع نيازك ميكروية وقام بأعمال أخرى، ما أثبت أخيرًا جدوى النشاطات خارج المركبة. أُجري نشاطين آخرين بسلاسة، بما في ذلك عمليات الالتقاء والالتحام، التي أصبحت روتينية، مع مركبات أجينا والتي أُجرِيت «يدويًا» باستخدام الحاسوب والمخططات الموجودة على متن المركبة عندما فشل رادار الالتقاء. مع ذلك، أُلغيت عملية الانتقال إلى مدار أعلى بسبب حدوث مشكلة في معزز أجينا.
أثناء الدخول في المدار، شهد محرك جي إيه تي في انخفاضًا في سرعة المضخة التوربينية لنحو 2.5 ثانية. بعد ذلك، عاد أداء المضخة إلى طبيعته. أشارت بيانات القياس عن بعد إلى سرعات غير منتظمة للمضخة، لكن ذلك لم ينعكس على أداء المحرك. اكتُشف لاحقًا أن سبب هذه الشذوذ هو انخفاض ضغط حجرة الدفع بمقدار 30 باوند لكل إنش مربع. كانت تشمل الخطة الانتقال إلى مدار أعلى لكن انخفاض الضغط أثار بعض المخاوف. قرر مسؤولو مركز التحكم الأرضي عدم المخاطرة لأن السبب الدقيق لتباطؤ المضخة لم يكن واضحًا. بعد عودة جمناي 12 وأثناء المدار رقم 63 لجاي إيه تي في، حاول مركز التحكم إطلاق نظام الدفع، لكن وجود صمام وقود عالق حال دون ذلك.
اشتُبه أن فشل المضخة التوربينية سبب حالات شاذة أثناء الدخول المداري، ما أدى لتسخين وانصهار مكونات المضخة. ربما أدى الحطام المنصهر أو المرتخي إلى سد صمام الوقود ومنع تشغيل المحرك خلال المدار رقم 63. استُنتج أن بيانات سرعة المضخة غير المنتظمة نتجت عن حطام متناثر أثر على المجسات.